# Bibelforscherbewegung
Die Bibelforscherbewegung ist eine nichttrinitarische christliche Glaubensbewegung, gegründet von Charles Taze Russell. Die Bewegung hat sich aus dem amerikanischen Adventismus des 19. Jahrhunderts entwickelt. Die ursprüngliche Selbstbezeichnung war Internationale Bibelforscher-Vereinigung (IBV). In Deutschland wurden ihre Anhänger als „Ernste Bibelforscher“ bekannt. Sie hat zur Bildung vieler weiterer Gemeinschaften geführt, von denen die meisten von den ursprünglichen Lehren Pastor Russells abgewichen sind. Die bekannteste Glaubensgemeinschaft, die daraus hervorging, sind die Zeugen Jehovas.

Geschichtliche Entwicklung der verschiedenen Bibelforschergruppen

## Frühgeschichte
Charles Taze Russell wurde 1876 Mitherausgeber der adventistischen Zeitschrift The Herald of the Morning (Der Herold des Morgens). 1879 begann er selbst die Herausgabe einer Zeitschrift unter dem Namen Zion’s Watch Tower and Herald of Christ’s Presence. Der Wachtturm hatte anfangs den gleichen Leserkreis wie der Herold. Die Auflage stieg rasch an und die Leser bezeichneten sich fortan als Bibelforscher. Auf die Bibelforscherbewegung haben neben Ch. T. Russell weitere Persönlichkeiten Einfluss genommen:
- William Miller (1782–1849)
- Nelson Homer Barbour (1824–1905)
- John Nelson Darby (1800–1882)
- Dwight Lyman Moody (1837–1899)
- George Stetson (1814–1879)
- George Storrs (1796–1879)
- R. E. Streeter (1847–1924)

In den Anfangsjahren kam es bereits zur Trennung Einzelner und ganzer Gruppen. Jedoch lassen sich diese in drei große Schismen zusammenfassen:
- Das erste Schisma führte 1909 zur Gründung der Freien Bibelforscher (Free Bible Students).
- Beim zweiten Schisma von 1916 bis 1919 ging es um interne Machtkämpfe in der Leitung der Wachtturm-Gesellschaft nach dem Tod Russells. In dieser Zeit entstand die Laien-Heim-Missionsbewegung (Laymen’s Home Missionary Movement) und das Pastorale Bibel Institut. In der Schweiz schlossen sich 1919 die Anhänger von Alexandre Freytag zur Kirche des Reiches Gottes zusammen, die 1920 den Bruch mit der Wachtturm-Gesellschaft vollzog.
- Das dritte Schisma führte 1931 zur Gründung des Verlags Tagesanbruch Bibelstudien-Vereinigung (Dawn Bible Students), der sich den Ernsten Bibelforschern anschloss.

## Freie Bibelforscher
Bereits 1909 trennten sich in den USA verschiedene Versammlungen von der Wachtturm-Gesellschaft, da von der Zentraleinrichtung immer mehr argumentiert wurde, dass Charles Taze Russell der im Matthäusevangelium genannte „treue und kluge Knecht“ sei (Mt. 24,45-47 ). Diese Trennung wurde unter den Bibelforschern als das erste große Schisma bekannt. Hunderte von den damals etwa 10.000 Bibelforschern gingen. Die Ausgeschiedenen bildeten daraufhin eine eigene Gemeinschaft und bezeichneten sich fortan als Freie Bibelforscher (engl. Free Bible Students).
1928 verließ in den USA eine italienischsprachige Versammlung der Bibelforscher die Wachtturm-Gesellschaft und gründete das Missionswerk Christian Millennial Fellowship und veröffentlicht seit 1940 eine eigene Zeitschrift, The New Creation – Die Neue Schöpfung; diese wird in über 45 Länder verschickt.
Im selben Jahr gründete im deutschen Raum der ehemalige WT-Zweigaufseher Conrad C. Binkele mit weiteren Gleichgesinnten die Gemeinschaft „Freie Bibelforscher-Vereinigung“. In Ablehnung der autoritären Führung der Wachtturm-Gesellschaft trennte sich 1931 auch eine Bibelforscherversammlung in Kirchlengern bei Herford. Das neue Werk begann in Deutschland mit Hauskreisen, die sich in und um Kirchlengern bei Herford unter der Leitung von Wilhelm Trippler bildeten.
Eine besondere Ausnahme in der Lehre der Freien Bibelforscher gegenüber den anderen Bibelforschergruppierungen ist die Lehre von Jesus Christus, den sie nicht als ein geschaffenes Wesen deuten, sondern als vor Ewigkeiten vom Vater gezeugt betrachten, weshalb auch der Sohn die Natur (Substanz) des Vaters besitzt (Joh 1,1-4 ).
Freie Bibelforschergemeinden finden sich inzwischen in 45 Ländern.

## Ernste Bibelforscher
Die größte Abtrennung erfolgte im Jahre 1916, als Joseph Franklin Rutherford die Leitung über die Wachtturm-Gesellschaft übernahm. 1918 wurde zum ersten Mal getrennt von der Wachtturm-Gesellschaft eine eigene Hauptversammlung der Bibelforscher abgehalten. In der zweiten Hauptversammlung einige Monate später wurde das Pastorale Bibel Institut gegründet und schließlich eine eigene Zeitschrift herausgegeben. Die Zeitschrift Der Herold vom Königreich Christi erscheint bis heute noch monatlich.
Im Jahre 1928 verließ nochmals eine größere Anzahl die Wachtturm-Gesellschaft und gründeten mit Hilfe der Bibelforschergemeinde aus Brooklyn das Radioprogramm: „Frank und Ernst“, das auch in Europa über Radio Luxemburg gesendet wurde und heute noch in den Vereinigten Staaten über Radio und Fernsehen ausgestrahlt wird. 1931 wurde die Tagesanbruch Bibelstudien-Vereinigung gegründet und die Zeitschrift Der Tagesanbruch – ein Verkünder der Gegenwart Christi herausgegeben. In Deutschland ist diese Gemeinschaft seit 1948 mit eigenen Versammlungen belegt. Die einzelnen Versammlungen unterstehen keiner zentralen Leitung, die Tagesanbruch Bibelstudien-Vereinigung und das Pastorale Bibel Institut fungieren nur als Verlage für die verschiedenen weltweiten Versammlungen. Ein deutsches Zweigbüro befindet sich in Ober-Ramstadt.

## Laien-Heim-Missionsbewegung
Paul S. L. Johnson gründete 1919 die Laienheimmissionsbewegung (LHMB). Interne Widersprüche führten beim Tod von Johnson im Jahre 1950 zu weiteren Splittergruppen dieser Gemeinschaft; so entstanden die Laodicea-Laien-Heim-Missionsbewegung und die Epiphany-Bibelforscher-Vereinigung. Gegenwärtig gibt es weltweit etwa 16.000 Mitglieder dieser Gemeinschaft. Das Werk wird von Ralph M. Herzig verwaltet; ein deutsches Zweigbüro befindet sich in Schwelm.

## Zeugen Jehovas
Nach dem Tode Pastor Russells im Jahre 1916 wurde Joseph Franklin Rutherford begleitet von internen Spannungen zum Präsidenten der Wachtturm-Gesellschaft gewählt. Die zahlreichen Neuerungen unter seiner Leitung führten zur Trennung und Gründung weiterer Bibelforschergemeinschaften. Die mit der Wachtturm-Gesellschaft verbunden gebliebenen Bibelforscher nahmen 1931 den Namen „Zeugen Jehovas“ an.

## Verfolgung in der Zeit des Nationalsozialismus

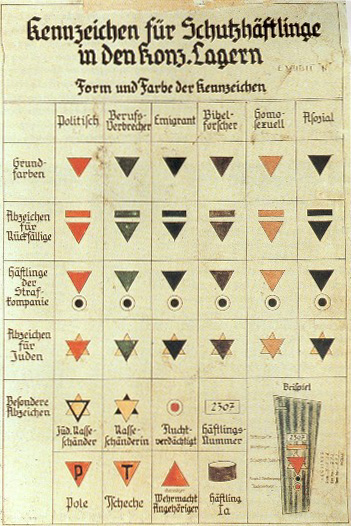
Kennzeichen von KZ-Häftlingen

Wegen ihrer Unbotmäßigkeit gegenüber den Machthabern, beispielsweise der Verweigerung von Hitlergruß und Kriegsdienst, aber auch wegen Hilfeleistungen für Juden aus christlicher Nächstenliebe gerieten Anhänger der Bibelforscherbewegung bald ins Visier der Nationalsozialisten. Neben Juden, Sinti und Roma, Sozialisten, Kommunisten und Homosexuellen wurden sie unter der Bezeichnung Bibelforscher als eigene „Kategorie“ der Verfolgten und Häftlinge behandelt. Sie erhielten in den Konzentrationslagern eine eigene Kennzeichnung – den Lila Winkel.

## Andere
In der DDR waren die Bibelforscher seit dem Verbot von 1950 in einer schwierigen Lage. Viele wurden verhaftet, andere wandten sich ab. Paul Balzereit gründete 1945 die „Vereinigung freistehender Christen“. Im selben Zeitraum entstand auch der „Bund freier Christengemeinden“ mit örtlichen „Freien Christengemeinden“ unter der Leitung von Alfred Diener. Die erste der beiden Gemeinden hält sich weitgehend an die Lehren Russells, während die andere diesen Lehren gegenüber zurückhaltender eingestellt ist.